# 일마리 유틸라이넨
에이노 일마리 "일루" 유틸라이넨(핀란드어: Eino Ilmari "Illu" Juutilainen, 1914년 2월 21일~1999년 2월 21일)은 핀란드의 군인으로 제2차 세계 대전에 참전한 핀란드 공군의 전투기 조종사이다.
유틸라이넨은 핀란드 전투기 조종사 중 정점의 실력자였다. 탑승해 본 기체는 포커 D.XXI, 브루스터 B-239 버팔로, 메서슈미트 Bf 109가 있다. 그는 핀란드의 최고 군사훈장인 만네르헤임 십자장을 2회 수훈한 4명 중 한 명이다. 적기에 피탄당한 기록이 한 번도 없으며(한 번 피탄당한 적이 있었는데 핀란드군 대공포의 오인사격이었다), 전투에서 호위기를 한 번도 잃지 않은 경이로운 기록의 소유자다. 역사상 공군 에이스 중 격추수 73위인데, 1위부터 72위까지는 모두 독일인이라 비독일계 최고 격추수 기록자이다.

## 생애
유틸라이넨은 1932년 9월 9일 핀란드 방위군에 입대했고 1935년부터 핀란드 공군에서 조종사로 복무했다. 1935년 5월 1일 중사(Kersantti) 계급을 달았다. 1939년 3월 3일 우티의 제24비행대대(LeLv 24)로 발령났다. 1939년 10월 상황이 악화되면서 대대는 핀란드-소련 국경에 가까운 임몰라로 이동했다.

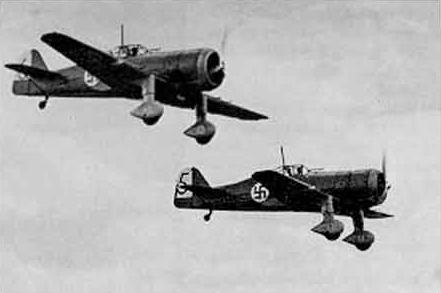
2차대전 당시 핀란드 공군의 포커 D.XXI. 이 기체로 유틸라이넨은 2회 격추 및 1회 격추보조를 기록했다.

1939년 11월 30일 겨울전쟁이 발발하고 유틸라이넨은 포커 D.XXI에 탑승했다. 1939년 12월 19일 일류신 DB-3 폭격기 한 대를 격추시키고 두 대에 손상을 입혀 첫 공중전 승리를 거두었다. 하여 겨울전쟁 당시 유틸라이넨은 총 2건의 공중전 승리를 거두었다.
계속전쟁 때는 브루스터 B-239 버팔로에 탑승했다. 1941년 7월 21일, 유틸라이넨과 다른 버팔로 다섯 기는 캐키살미에서 핀란드군에게 기총소사를 가하던 소련군 제65저공소사항공대를 요격했다. 이 전투에서 유틸라이넨은 폴리카르포프 I-153 한 대를 격추했으며 브루스터 버팔러 "에이스"로 인정받았다. 며칠 뒤인 8월 1일, 핀란드 전투기 7기가 요르마 카르후넨 상위의 지휘를 받아 출격하여 라우탸르비 근교에서 폴리카르포프 I-16 6대를 격추했다. 유틸라이넨은 당시 승진하여 준위(Sotilasmestari) 계급을 달고 있었으며 이 전투에서 자신이 6기 중 2기를 격추했다고 주장했다.
1942년 2월 6일 새벽 제24비행대대 대대원들과 함께 페트로키비-얌 지역을 정찰하다가 미그 3 12기의 호위를 받는 투폴레프 SB 폭격기 7기와 조우하여 요격했다. 유틸라이넨은 SB 7기 중 2기를 자신이 격추했다고 주장했다.

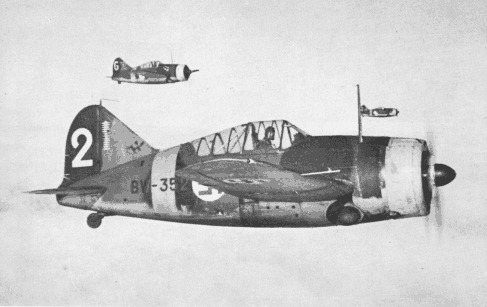
계속전쟁 당시 핀란드 공군의 브루스터 B-239 버팔로. 유틸라이넨은 총 격추수 94기 중 34기를 버팔로에 탑승해 격추시켰다.

1942년 27일에서 28일 사이 제24비행대대는 핀란드만의 수르사리에 대한 핀란드 육군의 공세를 준비하기 위해 임몰라로 이동했다. 핀란드 만 전투에서 핀란드 공군은 소련군 발트 함대 항공대에 비해 압도적 수적 열세에 있었으나 제24비행대대 조종사들은 소련 조종사들보다 훨씬 숙련된 실력자들이었다. 핀란드 조종사들이 기습을 하거나 고고도를 점유하는 등의 유리한 행동을 하지 않았을 때도 소련 조종사들은 핀란드 전투기를 격추하지 못했다.
3월 28일, 유틸라이넨 준위는 후오타리 중사와 함께 정찰 도중 고글란드 수르퀼라 해변 상공에서 소련군 제11항공연대의 폴리카르포프 I-153 몇 대를 발견해 공격, 그 중 일부를 격추시켰다. 이 공격으로 유틸라이넨의 격추수는 22기를 기록했고 4월 26일 대대 최초의 만네르헤임 십자장 수훈자가 되었다.
9월 20일, 유틸라이넨 준위는 카르후넨 대위 및 제24비행대대 조종사들과 함께 출격하여 크론시타트-톨부힌-세이스카리 일대를 정찰했다. 에스토니아 해안 근처에서 소련 전투기의 습격을 받았으나 핀란드 전투기들은 신속하게 대응하여 오히려 소련 전투기 세 대를 격추시켰다. 이 중 두 대를 유틸라이넨 준위가 격추시켰다.
유틸라이넨은 브루스터 버팔로에 탑승하여 총 34회 공중전 승리를 거두었고 그 중 28회는 1941년 7월 9일에서 1942년 11월 22일 사이에 거둔 승리로서 애기 BW0364 "오렌지 4호"에 탑승했다.
1943년 유틸라이넨은 제34비행대대로 발령났고 신형 전투기 메서슈미트 Bf 109G-2를 몰게 되었다. Bf 109에 탑승하여 유틸라이넨은 적기 58기를 격추했다.
유틸라이넨은 비행 임무를 하지 못하게 될 것을 저어하여 장교 임관을 거부하였다.
94번째이자 마지막으로 격추한 적기는 리수노프 Li-2(러시아식으로 개조한 더글러스 C-47)였다. 1944년 9월 3일 카렐리야 지협 상공에서 격추시켰다.
전쟁이 끝난 뒤에도 유틸라이넨은 1947년까지 공군에 복무했다. 그 뒤 1956년까지 프로 비행사로 일했다. 마지막으로 비행한 것은 1997년으로, 당시 탑승 기체는 핀란드 공군의 복좌식 F-18 호넷이었다.
유틸라이넨은 85세 생일인 1999년 2월 21일 투술라의 자택에서 사망했다.

## 참고 자료
- Juutilainen, Eino Ilmari (translated by Nikunen, Heikki). Double Fighter Knight. Tampere, Finland: Apali Oy, 1996. ISBN 952-5026-04-3. Juutilainen's memoirs that were published in English in 1996.
- Keskinen, Kalevi; Stenman, Kari and Niska, Klaus. Hävittäjä-ässät (Finnish Fighter Aces). Espoo, Finland: Tietoteas, 1978. ISBN 951-9035-37-0. (Finnish)
- Jackson, Robert. Air Aces Of WWII. Ramsbury, Marlborough, Airlife, 2003. ISBN 1-84037-412-8.
- Stenman, Kari and Andrew thomas.  Brewster F2A Buffalo Aces of World War 2 (Aircraft of the Aces 91). Oxford UK/Long Island City NY, Osprey Publishing, 2010. ISBN 978-1-84603-481-7.
- Stenman, Kari and Keskinen, Kalevi. Finnish Aces of World War 2 (Aircraft of the Aces 23). Oxford, UK: Osprey Publishing, 1998. ISBN 1-85532-783-X.